# 石黑賢
石黑賢（1966年1月31日—），日本男演員及兒童文學翻譯家，現為Sony Music Artists旗下藝人。

## 背景
石黑賢生於日本東京都，有一名胞兄，家庭管教嚴厲。其高祖父石黑嘉左衛門（又名石黑千尋）是加賀藩明倫堂國學教授。曾祖父石黑五十二為活躍於明治時期的政治家兼土木工程師。祖父石黑九一是一名電機工程師。身為海軍的外祖父則曾於第二次世界大戰爆發期間前往英國服役。而其已故父親是著名網球運動員石黑修。退役前為1945年之後日本國內首批職業網球手，退役後擔任網球教練，並到處主持講座，因此時常不在家。石黑賢童年時經常到多摩川河邊釣魚和打棒球，小學至大學時代均參與網球運動。讀小學二年級時在父親指導下接觸網球，入讀中二時更與秋篠宮文仁親王切磋球技。他從中學起成為校內網球部成員。
1983年就讀高中三年級期間，石黑賢因劇組人員需要尋找懂得玩網球的演員來參演電視劇《青が散る》的角色而被父親推薦演出（父親認識的一位朋友是一所藝人事務所社長），自此出道成為演員。石黑賢分別在世田谷區立八幡小學、成城中學和成城高等學校完成中小學課程，中學至大學同級同學有演員高嶋政宏，永井美奈子則為同期大學同學。其後在1988年畢業於成城大學經濟學系。
他早期的戲劇生涯以扮演正派青年、善良的人的角色為主。至1990年代中後期起他才開始演出反派角色。此外，他自從於2005年在紐約看過一本兒童繪本《Scary》後，決定給它提供翻譯文字，且以自己名義通過Transworld Japan出版了合共6冊「爸爸讀這繪本」（絵本パパこれ読んで!）系列繪本。《Scary》為其中一本。2008年起為日本付費商業衛星電視台WOWOW溫布頓網球錦標賽轉播賽事作聲音導航。2012年分別憑日劇《今日諸事大吉》和《搜查地圖之女》角逐第22回TV LIFE年度日劇大賞「最佳男配角」獎。現時較多飾演專業人士如醫生、刑事偵查組人物或消防隊長一類角色。

## 個人生活
石黑賢已婚，妻子伊達朋子是較他年長兩歲的大學師姐。二人婚後育有二子一女，女兒是伊達氏與石黑賢結婚前為他人所生的子嗣。石黑賢在26歲之前一直與父母同住，及後才遷居自立。

## 演出作品
*以下列表只記錄石黑賢演出過的影視作品，若有遺漏，請協助補充相關資料。

### 電視劇
| 電視劇演出                                                                              | 電視劇演出            | 電視劇演出                | 電視劇演出 | 電視劇演出 | 電視劇演出 | 電視劇演出 |
| --------------------------------------------------------------------------------------- | --------------------- | ------------------------- | ---------- | ---------- | ---------- | ---------- |
| 劇集                                                                                    | 廣播機構              | 角色                      |            |            |            |            |
| 1983                                                                                    |                       |                           |            |            |            |            |
| 《青が散る》                                                                            | TBS電視台             | 椎名燎平                  |            |            |            |            |
| 1984                                                                                    |                       |                           |            |            |            |            |
| 《家族・この密なるもの》                                                                | 關西電視台 富士電視台 | ？                        |            |            |            |            |
| 《ミュージカル嫁ぐ日’》                                                                 | 日本放送協會          | 北村三郎                  |            |            |            |            |
| 1985                                                                                    |                       |                           |            |            |            |            |
| 《花田春吉なんでもやります》                                                            | TBS電視台             | サブ                      |            |            |            |            |
| 《華やかな誤算》                                                                        | TBS電視台             | 江川宗泰                  |            |            |            |            |
| 《すみれさんが行く》                                                                    | 日本放送協會          | ？                        |            |            |            |            |
| 1986                                                                                    |                       |                           |            |            |            |            |
| 《一家だんらん物語》                                                                    | TBS電視台             | 時三郎                    |            |            |            |            |
| 1987                                                                                    |                       |                           |            |            |            |            |
| 《玉と砕けず》                                                                          | 日本放送協會          | ？                        |            |            |            |            |
| 1988                                                                                    |                       |                           |            |            |            |            |
| 《週二懸疑劇場》 - 長く暑い夏の一日（火曜サスペンス劇場）                               | 日本電視台            | ？                        |            |            |            |            |
| 《ドラマ23》 - モト子先生の場合                                                         | TBS電視台             | ？                        |            |            |            |            |
| 《ノンちゃんの夢》                                                                      | 日本放送協會          | ？                        |            |            |            |            |
| 《伝言》                                                                                | TBS電視台             | ？                        |            |            |            |            |
| 1989                                                                                    |                       |                           |            |            |            |            |
| 《夏休み別荘物語》                                                                      | 日本電視台            | ？                        |            |            |            |            |
| 《ドラマ23》 - こんな男と暮らしてみたい                                                 | TBS電視台             | ？                        |            |            |            |            |
| 《ドラマ23》 - 原色恋愛図鑑                                                             | TBS電視台             | ？                        |            |            |            |            |
| 《おしえてあげたい！》                                                                  | TBS電視台             | 谷村洋一                  |            |            |            |            |
| 《湘南物語》                                                                            | 日本電視台            | ？                        |            |            |            |            |
| 《テル物語・夏！》                                                                      | TBS電視台             | ？                        |            |            |            |            |
| 《外科東病棟（2）》                                                                     | TBS電視台             | ？                        |            |            |            |            |
| 《孤独なアスファルト》                                                                  | 東京電視台            | ？                        |            |            |            |            |
| 《3年B組金八先生》第3シリーズ 卒業スペシャル                                            | TBS電視台             | 真野明                    |            |            |            |            |
| 1990                                                                                    |                       |                           |            |            |            |            |
| 《空飛ぶフライデー》                                                                    | 日本電視台            | ？                        |            |            |            |            |
| 《花燃える日日〜野望の国》第二部・花の章                                                | TBS電視台             | 杉野賢二                  |            |            |            |            |
| 《橫溝正史傑作懸疑・犬神家一族》（横溝正史傑作サスペンス・犬神家の一族）                | 朝日電視台            | 犬神佐清                  |            |            |            |            |
| 《愛的回旋曲》（すてきな片想い）                                                        | 富士電視台            | 潮崎豊                    |            |            |            |            |
| 《接吻的溫度》（キスの温度〜一番近い他人）                                              | 日本電視台            | 加藤一三                  |            |            |            |            |
| 《森村誠一サスペンス》「死導標」                                                        | 關西電視台            | ？                        |            |            |            |            |
| 《ビジネスマンの父より息子への30通の手紙》                                              | 日本放送協會          | ？                        |            |            |            |            |
| 《惡魔的手毬歌》（金田一耕助シリーズ 悪魔の手毬唄）                                     | TBS電視台             | 青池歌名雄                |            |            |            |            |
| 《僕はムコ養子》                                                                        | TBS電視台             | 虎丸貴之                  |            |            |            |            |
| 《ケイコ・アイシテル ロボットに夢かける青春》                                           | 關西電視台 富士電視台 | ？                        |            |            |            |            |
| 1991                                                                                    |                       |                           |            |            |            |            |
| 《回首夢已遠》（ヴァンサンカン 結婚）                                                   | 富士電視台            | 向井薫平                  |            |            |            |            |
| 《眠らない森》                                                                          | TBS電視台             | ？                        |            |            |            |            |
| 《世界奇妙物語》 - 聞こえる（世にも奇妙な物語）                                         | 富士電視台            | 田崎功                    |            |            |            |            |
| 《熱海まで》                                                                            | 關西電視台 富士電視台 | ？                        |            |            |            |            |
| 《サラリーマンでんがなまんがな節》                                                      | 富士電視台            | ？                        |            |            |            |            |
| 《ノ－カ・ヌーボー‘91》                                                                 | TBS電視台             | ？                        |            |            |            |            |
| 1992                                                                                    |                       |                           |            |            |            |            |
| 《ビーナスハイツ》                                                                      | TBS電視台             | 川島茂                    |            |            |            |            |
| 《さよならをもう一度》                                                                  | TBS電視台             | 北山哲夫                  |            |            |            |            |
| 《天使のように生きてみたい》                                                            | TBS電視台             | 山田大夫                  |            |            |            |            |
| 《天下の副将軍水戸光圀 徳川御三家の激闘》                                               | 東京電視台            | 小野川吉三郎              |            |            |            |            |
| 《君たちがいて僕がいる》                                                                | 富士電視台            | 富田民人                  |            |            |            |            |
| 《お久しぶりね！》                                                                      | 富士電視台            | ？                        |            |            |            |            |
| 《ソーギ屋ケンちゃん》                                                                  | TBS電視台             | ？                        |            |            |            |            |
| 《名探偵・金田一耕助シリーズ・悪魔が来りて笛を吹く》                                    | TBS電視台             | 東太郎                    |            |            |            |            |
| 《大人は判ってくれない 》                                                               | 富士電視台            | ？                        |            |            |            |            |
| 1993                                                                                    |                       |                           |            |            |            |            |
| 《回首又見他》（振り返れば奴がいる）                                                    | 富士電視台            | 石川玄                    |            |            |            |            |
| 《雙胞胎教師》（ツインズ教師）                                                          | 朝日電視台            | 高井慎一                  |            |            |            |            |
| 《引っ越せますか》                                                                      | 日本電視台            | 柏木理一郎                |            |            |            |            |
| 《世界奇妙物語》 - 非常識宴会（世にも奇妙な物語）                                       | 富士電視台            | 種田肇                    |            |            |            |            |
| 《金曜ドラマシアター》 - 人間の証明-EVIDENCE OF HUMANITY-                               | 富士電視台            | 棟居弘一良                |            |            |            |            |
| 1994                                                                                    |                       |                           |            |            |            |            |
| 《夏子的酒》（夏子の酒）                                                                | 富士電視台            | 荒木誠司                  |            |            |            |            |
| 《古畑任三郎》（警部補古畑任三郎）                                                      | 富士電視台            | 黑田清                    |            |            |            |            |
| 《クニさんちの魔女たち》                                                                | 朝日電視台            | 松川邦高                  |            |            |            |            |
| 《そして誰もいなくなる》                                                                | 朝日電視台            | 加古滋彦                  |            |            |            |            |
| 《龍は眠る》                                                                            | 富士電視台            | 高坂昭吾                  |            |            |            |            |
| 《逆転！！大誘拐》                                                                      | 富士電視台            | ？                        |            |            |            |            |
| 1995                                                                                    |                       |                           |            |            |            |            |
| 《是我、夥伴》（私、味方です）                                                          | TBS電視台             | 田口理                    |            |            |            |            |
| 《風たちの遺言》                                                                        | TBS電視台             | 平石信治（市川徹）        |            |            |            |            |
| 《Change!》                                                                             | 朝日電視台            | 吉村辰馬                  |            |            |            |            |
| 《とおりゃんせ〜深川人情澪通り》                                                        | 日本放送協會          | 爽太                      |            |            |            |            |
| 《世界奇妙物語》 - 地図にない街（世にも奇妙な物語）                                     | 富士電視台            | ラッパ                    |            |            |            |            |
| 《世界奇妙物語》 - ミステリー2 妻に言えない夫の秘密（世にも奇妙な物語）                 | 富士電視台            | ？                        |            |            |            |            |
| 《世界奇妙物語》 - 春の特別篇 ｢わが町｣（世にも奇妙な物語）                              | 富士電視台            | ？                        |            |            |            |            |
| 1996                                                                                    |                       |                           |            |            |            |            |
| 《週二懸疑劇場》 - 新・女検事 霞夕子 第9作「遺産相続」（火曜サスペンス劇場）            | 日本電視台            |                           |            |            |            |            |
| 《世界奇妙物語》 - ミッドナイトD（世にも奇妙な物語）                                    | 富士電視台            | 榊原達彦                  |            |            |            |            |
| 《金曜ドラマシアター》 - 金田一耕助シリーズ 女怪                                        | 富士電視台            | 等等力警部                |            |            |            |            |
| 《土曜ワイド劇場》 - 偽造法廷                                                           | 朝日電視台            | 結城太郎                  |            |            |            |            |
| 1997                                                                                    |                       |                           |            |            |            |            |
| 《金曜ドラマシアター》 - 左手に告げるなかれ                                             | 富士電視台            | 葉室一郎                  |            |            |            |            |
| 《龍馬行》（竜馬がゆく）                                                                | TBS電視台             | 桂小五郎                  |            |            |            |            |
| 《金曜ドラマシアター》 - 姑は名探偵芹澤雅子 八丈島南国リゾート殺人事件》                | 富士電視台            | 芹澤義朗                  |            |            |            |            |
| 《安岡課長の殺人会議》                                                                  | 富士電視台            | 大澤真人                  |            |            |            |            |
| 《女たちの聖戦（ジハード）》                                                            | 日本放送協會          |                           |            |            |            |            |
| 《週二懸疑劇場》 - 故郷(ふるさと)（火曜サスペンス劇場）                                 | 日本電視台            | 須貝刑事                  |            |            |            |            |
| 《渥美清のああ、青春日記》                                                              | 富士電視台            | 早坂曉                    |            |            |            |            |
| 1998                                                                                    |                       |                           |            |            |            |            |
| 《庶務二課》（ショムニ）                                                                | 富士電視台            | 右京友弘                  |            |            |            |            |
| 《庶務二課特别篇》（ショムニスペシャル）                                                | 富士電視台            | 右京友弘                  |            |            |            |            |
| 《大女生日記》（殴る女）                                                                | 富士電視台            | 早坂圭介                  |            |            |            |            |
| 1999                                                                                    |                       |                           |            |            |            |            |
| 《我們的旅行》（新‧俺たちの旅 Ver.1999）                                                | 日本電視台            | 熊沢昌也                  |            |            |            |            |
| 《危險關係》（危險な關係）                                                              | 富士電視台            | 都築雄一郎                |            |            |            |            |
| 《週二懸疑劇場》 - 女優（火曜サスペンス劇場）                                           | 日本電視台            |                           |            |            |            |            |
| 《金曜ドラマシアター》 - 安岡課長の殺人会議                                             | 富士電視台            | 大澤真人                  |            |            |            |            |
| 《赤穂浪士》                                                                            | 東京電視台            | 浅野内匠頭                |            |            |            |            |
| 《松本清張特別企画・顔》                                                                | TBS電視台             | 寺島則夫                  |            |            |            |            |
| 2000                                                                                    |                       |                           |            |            |            |            |
| 《庶務二課新春特别篇》（ショムニスペシャル2）                                           | 富士電視台            | 右京友弘                  |            |            |            |            |
| 《新庶務二課》（ショムニ(2)）                                                           | 富士電視台            | 右京友弘                  |            |            |            |            |
| 《不倫戀愛守則》（愛人の掟‧あなたに逢いたくて）                                         | 朝日電視台            | 高木正志                  |            |            |            |            |
| 《最後的好球》（最後のストライク）                                                      | 富士電視台            | 森脇浩司                  |            |            |            |            |
| 2001                                                                                    |                       |                           |            |            |            |            |
| 《分手專家》（别れさせ屋）                                                              | 日本電視台            | 三宅正和                  |            |            |            |            |
| 《世界奇妙物語》 - ドラマティックシンドローム（世にも奇妙な物語）                       | 富士電視台            | 伊集院誠                  |            |            |            |            |
| 《月曜ミステリー劇場》 - 弁護士 朝吹里矢子                                              | TBS電視台             | 風見史朗                  |            |            |            |            |
| 《月曜ミステリー劇場》 - 外科医零子                                                     | TBS電視台             | 有光千太郎                |            |            |            |            |
| 2002                                                                                    |                       |                           |            |            |            |            |
| 《週二懸疑劇場》 - 共犯（火曜サスペンス劇場）                                           | 日本電視台            |                           |            |            |            |            |
| 《午餐女王》（ランチの女王）                                                            | 富士電視台            | 佐佐木敏明（客串）        |            |            |            |            |
| 《庶務二課FINAL》（ショムニFINAL）                                                      | 富士電視台            | 右京友弘                  |            |            |            |            |
| 《真夜中的雨》（真夜中の雨）                                                            | TBS電視台             | 安藤浩                    |            |            |            |            |
| 《鐵道員 青春編》（鉄道員）                                                             | 朝日電視台            | 仙次                      |            |            |            |            |
| 《土曜ワイド劇場》 - 科学捜査研究所・文書鑑定の女                                       | 朝日電視台            | 城戶涉                    |            |            |            |            |
| 《月曜ミステリー劇場》 - 弁護士 朝吹里矢子                                              | TBS電視台             | 風見史朗                  |            |            |            |            |
| 《月曜ミステリー劇場》 - 外科医零子                                                     | TBS電視台             | 有光千太郎                |            |            |            |            |
| 《北の捜査線・小樽港署》                                                                | 東京電視台            | 牧内稔                    |            |            |            |            |
| 2003                                                                                    |                       |                           |            |            |            |            |
| 《庶務二課FOREVER》（ショムニFOREVER）                                                  | 富士電視台            | 右京友弘                  |            |            |            |            |
| 《熱烈的中華飯店》（ねつれつてきちゅうかはんてん）                                      | 富士電視台            | 綾小路公彦                |            |            |            |            |
| 《14個月~妻子變回了兒童》（14ヶ月～妻が子供に還っていく～）                             | 讀賣電視台            | 神田勉                    |            |            |            |            |
| 《夢想飛行Good Luck》（Good Luck!!）                                                    | TBS電視台             | 成見（客串）              |            |            |            |            |
| 《藍，或另一種藍》（ブル－もしくはブル－）                                              | 日本放送協會          | 佐佐木祐介                |            |            |            |            |
| 《月曜ミステリー劇場》 - 弁護士 朝吹里矢子                                              | TBS電視台             | 風見史朗                  |            |            |            |            |
| 《月曜ミステリー劇場》 - 外科医零子                                                     | TBS電視台             | 有光千太郎                |            |            |            |            |
| 《太閤記 サルと呼ばれた男》                                                             | 富士電視台            | 黒田官兵衛                |            |            |            |            |
| 《完全再現!北朝鮮拉致…25年目の真実消えたスク－プの謎!!》                                | 富士電視台            | ？                        |            |            |            |            |
| 《マルサ!! 東京国税局査察部》                                                           | 富士電視台            | 佐久間慎吾                |            |            |            |            |
| 《グルメ・ガ-ディアンズ》                                                               | 富士電視台            | ？                        |            |            |            |            |
| 2004                                                                                    |                       |                           |            |            |            |            |
| 《新選組》（新選組!）                                                                   | 日本放送協會          | 桂小五郎（木户孝允）      |            |            |            |            |
| 《火線先鋒大吾》（FIRE BOYS め組の大吾）                                                | 富士電視台            | 平茂                      |            |            |            |            |
| 《秀逗男護士2》（ナースマンがゆく）                                                     | 日本電視台            | 吉岡隆志                  |            |            |            |            |
| 《土曜ワイド劇場》 - 科学捜査研究所・文書鑑定の女                                       | 朝日電視台            | 城戶涉                    |            |            |            |            |
| 《月曜ミステリー劇場》 - 弁護士 朝吹里矢子                                              | TBS電視台             | 風見史朗                  |            |            |            |            |
| 《月曜ミステリー劇場》 - 外科医零子                                                     | TBS電視台             | 有光千太郎                |            |            |            |            |
| 《にんげんだもの〜相田みつを物語》                                                      | 朝日電視台            | 麻生忠男                  |            |            |            |            |
| 《９・１１》（プレミアムステージ 特別企画 『９・１１』）                                | 富士電視台            | ？                        |            |            |            |            |
| 《新紐約戀愛物語》（新・ニュヨーク恋物語）                                              | 富士電視台            | 瀧井ジェイムズ祐二        |            |            |            |            |
| 《えなりかずきの一休さん》                                                              | 富士電視台            | 蜷川新右衛門／蜷川新先生  |            |            |            |            |
| 2005                                                                                    |                       |                           |            |            |            |            |
| 《救命病棟24時III》（きゅうめいびょうとうにじゅうよじ III）                             | 富士電視台            | 加賀裕樹                  |            |            |            |            |
| 《鬼來電》（1-10）（着信アリ）                                                          | 朝日電視台            | 仙堂孝之                  |            |            |            |            |
| 《愛和友情的布基沃基》（愛と友情のブギウギ）                                            | 日本放送協會          | 紅谷至                    |            |            |            |            |
| 《大人的暑假》（おとなの夏休み）                                                        | 日本電視台            | 琴原和幸                  |            |            |            |            |
| 《土曜ワイド劇場》 - 火の粉                                                             | 朝日電視台            | 野見山司                  |            |            |            |            |
| 《月曜ミステリー劇場》 - 弁護士 朝吹里矢子                                              | TBS電視台             | 風見史朗                  |            |            |            |            |
| 《月曜ミステリー劇場》 - 外科医零子                                                     | TBS電視台             | 有光千太郎                |            |            |            |            |
| 《星野仙一物語 〜亡き妻へ贈る言葉》                                                     | TBS電視台             | 小原茂樹                  |            |            |            |            |
| 2006                                                                                    |                       |                           |            |            |            |            |
| 《女人心機》（不信のとき～ウーマン・ウォーズ～）                                        | 富士電視台            | 淺井義雄                  |            |            |            |            |
| 《土曜ワイド劇場》 - 科学捜査研究所・文書鑑定の女                                       | 朝日電視台            | 城戶涉                    |            |            |            |            |
| 《月曜ミステリー劇場》 - 外科医零子                                                     | TBS電視台             | 有光千太郎                |            |            |            |            |
| 《生と死を分けた理由…“アース・クエイク”平成18年春・東京大震災》                         | 日本電視台            | 川島みのる                |            |            |            |            |
| 《さいごの約束》                                                                        | 關西電視台            | 柳原隆弘                  |            |            |            |            |
| 《メッセージ〜伝説のCMディレクター・杉山登志〜》                                        | 毎日放送              | 丸谷                      |            |            |            |            |
| 《ザ･ヒットパレード～芸能界を変えた男･渡辺晋物語～》                                    | 富士電視台            | 青島幸男                  |            |            |            |            |
| 2007                                                                                    |                       |                           |            |            |            |            |
| 《東京鐵塔：老媽和我，有時還有老爸》（東京タワー 〜オカンとボクと、時々、オトン〜）     | 朝日電視台            | 手塚修一郎                |            |            |            |            |
| 《女人一代記》（女の一代記 向井千秋 〜夢を宇宙に追いかけた人〜）                        | 富士電視台            | 向井萬起男                |            |            |            |            |
| 《夫婦道》（夫婦道）                                                                    | TBS電視台             | 夏萌之相親對象            |            |            |            |            |
| 《千の風になって・家族へのラブレター》                                                  | 富士電視台            | 貴之                      |            |            |            |            |
| 2008                                                                                    |                       |                           |            |            |            |            |
| 《德川風雲錄 八代將軍吉宗》（徳川風雲録 八代将軍吉宗）                                  | 東京電視台            | 大岡越前守忠相            |            |            |            |            |
| 《鞍馬天狗》（くらまてんぐ）                                                            | 日本放送協會          | 三島屋清左衛門（客串）    |            |            |            |            |
| 《CHANGE》（CHANGE）                                                                    | 富士電視台            | 生方恒男                  |            |            |            |            |
| 《四個謊言》（四つの嘘）                                                                | 朝日電視台            | 澤田（友情出演）          |            |            |            |            |
| 《Prisoner》（プリズナー）                                                              | WOWOW                 | 和田曉                    |            |            |            |            |
| 《土曜ワイド劇場》 - 湘南探偵物語                                                       | 朝日電視台            | 夏泊一平                  |            |            |            |            |
| 2009                                                                                    |                       |                           |            |            |            |            |
| 《Q.E.D. 證明終了》（Q.E.D. 証明終了）                                                  | 日本放送協會          | 水原幸太郎                |            |            |            |            |
| 《RESCUE～特別高度救助隊》（RESCUE〜特別高度救助隊）                                    | TBS電視台             | 德永克己                  |            |            |            |            |
| 《THE QUIZ SHOW(2)》（ザ・クイズショウ(2)）                                             | 日本電視台            | 友部公一郎（客串）        |            |            |            |            |
| 《松本沙林毒氣事件》（妻よ！松本サリン事件犯人と呼ばれて・・・家族を守り抜いた15年）    | 富士電視台            | 河野義行                  |            |            |            |            |
| 《歡迎龜來》（ウェルかめ）                                                              | 日本放送協會          | 濱本哲也                  |            |            |            |            |
| 《白旗的少女》（白旗の少女）                                                            | 東京電視台            | 松川直彰                  |            |            |            |            |
| 《草食系高校武士》（サムライ・ハイスクール）                                            | 日本電視台            | 岩永浩三（客串）          |            |            |            |            |
| 《中央流沙》（松本清張生誕100年スペシャル 中央流沙）                                    | TBS電視台             | 倉橋豊                    |            |            |            |            |
| 《笑顔〜15年目の嘘〜》                                                                  | TBS電視台             | 稻葉秀夫                  |            |            |            |            |
| 2010                                                                                    |                       |                           |            |            |            |            |
| 《代書萬萬歲!!》（特上カバチ!!）                                                        | TBS電視台             | 枯草等（客串）            |            |            |            |            |
| 《完美的藍》（パーフェクト・ブルー）                                                    | WOWOW                 | 諸岡三郎                  |            |            |            |            |
| 《職業高爾夫之花》（プロゴルファー花）                                                  | 讀賣電視台            | 醍醐一馬                  |            |            |            |            |
| 《馬克斯之山》（マークスの山）                                                          | WOWOW                 | 加納祐介                  |            |            |            |            |
| 《警視庁取調官 落としの金七事件簿》                                                     | 朝日電視台            | 今野順志                  |            |            |            |            |
| 2011                                                                                    |                       |                           |            |            |            |            |
| 《最後的晚餐》（最後の晩餐 〜刑事・遠野一行と七人の容疑者〜）                           | 朝日電視台            | 河合弘                    |            |            |            |            |
| 《十一字殺人》（11文字の殺人）                                                          | 富士電視台            | 山森卓也                  |            |            |            |            |
| 《華和家四姊妹》（華和家の四姉妹）                                                      | TBS電視台             | 秋山太一                  |            |            |            |            |
| 《絕對零度(2)》（絶対零度～特殊犯罪潜入捜査）                                           | 富士電視台            | 椎名清剛（客串）          |            |            |            |            |
| 《破婚的條件》（罪と女とミステリー 第1夜 破婚の条件）                                   | 富士電視台            | 中西光彦                  |            |            |            |            |
| 《推理要在晚餐後》（謎解きはディナーのあとで）                                          | 富士電視台            | 佐藤武雄（客串）          |            |            |            |            |
| 《クルマのふたり〜TOKYO DRIVE STORIES 》                                                | TwellV                | 島田一章                  |            |            |            |            |
| 2012                                                                                    |                       |                           |            |            |            |            |
| 《今日諸事大吉》（よる☆ドラ 本日は大安なり）                                            | 日本放送協會          | 山本剛                    |            |            |            |            |
| 《Strawberry Night 》（ストロベリーナイト）                                             | 富士電視台            | 高岡賢一（客串）          |            |            |            |            |
| 《白戶修的事件簿》（白戸修の事件簿）                                                    | TBS電視台             | 芹澤哲生/杉田孝三（客串） |            |            |            |            |
| 《市長之死》（市長死す）                                                                | 富士電視台            | 濱本繁雄                  |            |            |            |            |
| 《Magma》（マグマ）                                                                     | WOWOW                 | 龍崎大輔                  |            |            |            |            |
| 《森村誠一 女人推理「搜查線上的詠嘆」》（森村誠一 女のサスペンス「捜査線上のアリア」）  | 富士電視台            | 小笠原                    |            |            |            |            |
| 《京都地檢之女(8)》（京都地検の女(8)）                                                  | 朝日電視台            | 木内稔（客串）            |            |            |            |            |
| 《捜査地図の女》                                                                        | 朝日電視台            | 成日慎平                  |            |            |            |            |
| 《黒い報告書 男と女の事件ファイル》                                                     | BS東視                | 真田淳一                  |            |            |            |            |
| 《水曜ミステリー9》 - 北海道警事件ファイル 警部補 五条聖子 過去からの脅迫者             | 東京電視台            | 芳村大地                  |            |            |            |            |
| 2013                                                                                    |                       |                           |            |            |            |            |
| 《小暮写眞館》                                                                          | NHK BS Premium        | 花菱秀夫                  |            |            |            |            |
| 《火怨・北方的英雄阿弓流為傳》（火怨・北の英雄 アテルイ伝）                             | NHK BS Premium        | 阿萬比古                  |            |            |            |            |
| 《女王牌》（レディ・ジョーカー）                                                        | WOWOW                 | 加納祐介（特別演出）      |            |            |            |            |
| 《水曜ミステリー9》 - 捜査検事・近松茂道13                                              | 東京電視台            | 水野健史                  |            |            |            |            |
| 《松本清張没後20年スペシャル・寒流》                                                    | TBS電視台             | 桑山英己                  |            |            |            |            |
| 《LAST HOPE》（ラストホープ）                                                           | 富士電視台            | 篠田登志雄                |            |            |            |            |
| 《ご縁ハンター》                                                                        | 日本電視台            | 木澤浩樹                  |            |            |            |            |
| 《特捜最前線2013〜7頭の警察犬》                                                         | 朝日電視台            | 松城實朗                  |            |            |            |            |
| 《菜の花ラインに乗りかえて》                                                            | BS東視                | 神崎和也                  |            |            |            |            |
| 2014                                                                                    |                       |                           |            |            |            |            |
| 《迷宮先生》（おみやさん新春スペシャル）                                                | 朝日電視台            | 大友幸三                  |            |            |            |            |
| 《Dr.DMAT》（Dr.DMAT～瓦礫下的醫師～）                                                  | TBS電視台             | 櫻庭周作                  |            |            |            |            |
| 《銀二貫》（銀二貫）                                                                    | 日本放送協會          | 彥坂數馬                  |            |            |            |            |
| 《潘朵拉~永遠的命》（パンドラ～永遠の命～）                                             | WOWOW                 | 塚越洋一                  |            |            |            |            |
| 《股價暴跌》（株価暴落）                                                                | WOWOW                 | 友部勇作                  |            |            |            |            |
| 《刑事夫婦》                                                                            | TBS電視台             | 加賀美太郎                |            |            |            |            |
| 《Dr.検事モロハシ〜新たなる生命〜》                                                     | 富士電視台            | 麻生友樹                  |            |            |            |            |
| 《匿名偵探》（匿名探偵）                                                                | 朝日電視台            | 遠藤伸一                  |            |            |            |            |
| 《HERO》第二季（HERO）                                                                  | 富士電視台            | 首藤禮二                  |            |            |            |            |
| 《赤と黒のゲキジョー 海の斜光》                                                         | 富士電視台            | 森山優                    |            |            |            |            |
| 《水曜ミステリー9》 - 北海道警事件ファイル 警部補 五条聖子2 函館殺人迷宮                | 東京電視台            | 芳村大地                  |            |            |            |            |
| 《ST 警視廳科學特搜班》（ST 警視庁科学特捜班）                                          | 日本電視台            | 湯原圭太                  |            |            |            |            |
| 《花咲舞無法沉默》（花咲舞が黙ってない 第2シリーズ）                                    | 日本電視台            | 青井省一                  |            |            |            |            |
| 2015                                                                                    |                       |                           |            |            |            |            |
| 《幸福退休日》（ハッピー・リタイアメント）                                              | 朝日電視台            | 大友勉                    |            |            |            |            |
| 《純白》（まっしろ）                                                                    | TBS電視台             | 佐藤正隆                  |            |            |            |            |
| 《一路》（一路）                                                                        | NHK BS Premium        | 國分七左衛門              |            |            |            |            |
| 《水曜ミステリー9》 - 負け組法律事務所〜沈黙する証人〜                                  | 東京電視台            | 瀧川要                    |            |            |            |            |
| 《水曜ミステリー9》 - ハガネの警察医                                                    | 東京電視台            | 星野公彥                  |            |            |            |            |
| 《最後の証人》                                                                          | 朝日電視台            | 高瀨光治                  |            |            |            |            |
| 《虐待狂刑警系列》（ドS刑事）                                                           | 朝日電視台            | 東野清正                  |            |            |            |            |
| 《釣魚迷日記》（釣りバカ日誌〜新入社員 浜崎伝助）                                       | 東京電視台            | 小林修三                  |            |            |            |            |
| 2016                                                                                    |                       |                           |            |            |            |            |
| 《立花登青春備忘錄》（立花登青春手控え）                                                | NHK BS Premium        | 藤吉                      |            |            |            |            |
| 《百年の計、我にあり》                                                                  | TBS電視台             | 伊庭貞剛                  |            |            |            |            |
| 《撃てない警官》                                                                        | WOWOW                 | 中田                      |            |            |            |            |
| 《名探偵キャサリン2 〜消えた相続人〜》                                                  | 朝日電視台            | 田中讓次                  |            |            |            |            |
| 《松本清張特別企画 喪失の儀礼》                                                           | 東京電視台            | 小池邦彦                  |            |            |            |            |
| 《IQ246～華麗事件簿～》（IQ246〜華麗なる事件簿〜）                                      | TBS電視台             | 早乙女伸                  |            |            |            |            |
| 2017                                                                                    |                       |                           |            |            |            |            |
| 《太太請小心輕放》（奥様は、取り扱い注意）                                              | 日本電視台            | 大原啓輔                  |            |            |            |            |
| 《跑女戰國行》（アシガール）                                                            | 日本放送協會          | 羽木忠高                  |            |            |            |            |
| 《立花登青春備忘錄》（立花登青春手控え2）                                               | NHK BS Premium        | 藤吉                      |            |            |            |            |
| 《女人中的陌生人》（女の中にいる他人）                                                  | 日本放送協會          | 楠本將文                  |            |            |            |            |
| 《山本周五郎時代劇 武士の魂》                                                           | BS東視                | 池藤六郎兵衛              |            |            |            |            |
| 《CRISIS 公安機動搜查隊特搜組》（CRISIS 公安機動捜査隊特捜班）                          | 關西電視台 富士電視台 | 神谷透                    |            |            |            |            |
| 《今野敏サスペンス 確証〜警視庁捜査三課》                                               | TBS電視台             | 菅井健二郎                |            |            |            |            |
| 2018                                                                                    |                       |                           |            |            |            |            |
| 《立花登青春備忘錄》（立花登青春手控え3）                                               | NHK BS Premium        | 藤吉                      |            |            |            |            |
| 《アシガールSP 〜超時空ラブコメ再び〜》                                                 | 日本電視台            | 羽木忠高                  |            |            |            |            |
| 《平成細雪》                                                                            | NHK BS Premium        | 橋寺誠                    |            |            |            |            |
| 《パディントン発4時50分〜寝台特急殺人事件〜》                                           | 朝日電視台            | 佐伯慶一                  |            |            |            |            |
| 《正義のセ》                                                                            | 日本電視台            | 恩田徹                    |            |            |            |            |
| 《信用詐欺師JP》（コンフィデンスマンJP）                                                | 富士電視台            | 城崎善三                  |            |            |            |            |
| 《未解決の女 警視庁文書捜査官》                                                         | 朝日電視台            | 百百瀨博昭                |            |            |            |            |
| 2019                                                                                    |                       |                           |            |            |            |            |
| 《新的王者》第一季（新しい王様）                                                        | TBS電視台             | 麻布                      |            |            |            |            |
| 《記憶捜査〜新宿東署事件ファイル〜》                                                    | 東京電視台            | 栗田史郎                  |            |            |            |            |
| 《約束のステージ 〜時を駆けるふたりの歌〜》                                             | 讀賣電視台            | 北嶋光雄                  |            |            |            |            |
| 《ミラー・ツインズ》第一季                                                              | 東海電視台 富士電視台 | 久能源一郎                |            |            |            |            |
| 《リーガル・ハート 〜いのちの再建弁護士》                                               | 東京電視台            | 山谷護                    |            |            |            |            |
| 《決してマネしないでください。》                                                        | 日本放送協會          | 高科教授                  |            |            |            |            |
| 《郷土の偉人シリーズ第27作 加藤清正 〜土木の神様 民と共に〜》                           | 熊本電視台            | 加藤清正                  |            |            |            |            |
| 《引き抜き屋 〜ヘッドハンターの流儀》                                                   | WOWOW                 | 醍醐達郎                  |            |            |            |            |
| 2020                                                                                    |                       |                           |            |            |            |            |
| 《ミラー・ツインズ》第二季                                                              | 東海電視台 富士電視台 | 久能源一郎                |            |            |            |            |
| 《サイレント・ヴォイス 行動心理捜査官・楯岡絵麻 特別篇 悪魔の学問》                     | BS東視                | 占部亮寛                  |            |            |            |            |
| 《左手一本のシュート〜夢あればこそ! 脳出血、右半身麻痺からの復活》                      | BS日本 TBS電視台      | 森川透                    |            |            |            |            |
| 《再雇用警察官》                                                                        | 東京電視台            | 芝隆之                    |            |            |            |            |
| 《行列的女神～拉麵才遊記～》（行列の女神～らーめん才遊記〜）                            | 東京電視台            | 中原昌英                  |            |            |            |            |
| 《親愛的病人》（ディア・ペイシェント〜絆のカルテ〜）                                    | 日本放送協會          | 佐佐井宗一郎              |            |            |            |            |
| 《半澤直樹》（半沢直樹 第2部）                                                          | TBS電視台             | 山久登                    |            |            |            |            |
| 《立花登青春手控えスペシャル》                                                          | NHK BS Premium        | 藤吉                      |            |            |            |            |
| 2021                                                                                    |                       |                           |            |            |            |            |
| 《涅墨西斯》（ネメシス）                                                                | 日本電視台            | 大和猛流                  |            |            |            |            |
| 《華麗一族》（華麗なる一族）                                                            | WOWOW                 | 三雲祥一                  |            |            |            |            |
| 2022                                                                                    |                       |                           |            |            |            |            |
| 《和解者～長崎通譯異聞～》（わげもん〜長崎通訳異聞〜）                                  | NHK                   | 井戶對馬守覺弘            |            |            |            |            |
| 《麻煩一族》（やんごとなき一族）                                                        | 富士電視台            | 萬野誠（客串）            |            |            |            |            |
| 《邁向未來的10 Count》（未来への10カウント）                                            | 朝日電視台            | 井村和樹                  |            |            |            |            |
| 《科搜研之女》（科捜研の女）                                                            | 朝日電視台            | 古久澤明                  |            |            |            |            |
| 2023                                                                                    |                       |                           |            |            |            |            |
| 《Last Man-全盲搜查官-》（ラストマン―全盲の捜査官―）                                    | TBS電視台             | 羽鳥潤（客串）            |            |            |            |            |
| 《絕對不可能～偵探·上水流涼子的解析～》（合理的にあり得ない〜探偵・上水流涼子の解明〜） | 關西電視台 富士電視台 | 增本幸次郎（客串）        |            |            |            |            |
| 《Fixer Season2》（フィクサー Season2）                                                 | WOWOW                 | 橫宮三郎                  |            |            |            |            |
| 2025                                                                                    |                       |                           |            |            |            |            |
| 《EYESEE～瞬間記憶搜查·柊班～》（アイシー〜瞬間記憶捜査・柊班〜）                       | 富士電視台            | 安田大丸                  |            |            |            |            |

### 網劇
- 2015年：獄警（プリズン・オフィサー）飾 四谷信一郎（第3話、BeeTV）
- 2016年：顔 飾 八幡屋和助（J:COM プレミアムチャンネル）
- 2016年：Producer K（プロデューサーK） 飾 神山大可（TCエンタテインメント株式会社（放送局））
- 2017年：Producer K Part 2（プロデューサーK２） 飾 神山大可（TCエンタテインメント株式会社（放送局））
- 2019年：新的王者（新しい王様）飾 麻布（第二季、Paravi）
- 2019年：百合與直覺（百合だのかんだの）飾 不破誠（FOD）
- 2020年：Producer K Part 3（プロデューサーK3） 飾 神山大可（TCエンタテインメント株式会社（放送局））
- 2021年：Producer K Part 4（プロデューサーK4） 飾 神山大可（TCエンタテインメント株式会社（放送局））

### 電影
- 1986年：《相聚一刻》（めぞん一刻）飾 五代裕作
- 1987年：《愛しのハーフ・ムーン》 飾 横山おさむ
- 1987年：《やるときゃやるぜ! 〜COME BACK HERO〜》 飾 池田金太
- 1987年：《ドン松五郎の大冒険》 飾 雨森正太
- 1988年：《パイレーツによろし》 飾 上杉透
- 1990年：《白い手》 飾 杉野勝叔父
- 1991年：《フィレンツェの風に抱かれて》 飾 守谷徹
- 1991年：《満月 MR.MOONLIGHT》 飾 小出保 役
- 1994年：《怖がる人々》 飾 佐々木 役
- 1997年：《もうDEBUなんて言わせない》 飾 赤井圭一郎
- 2000年：《ISOLA 多重人格少女》 飾 真部和彦
- 2000年：《ホワイトアウト》 飾 吉岡和志
- 2005年：《火火》 飾 竹田學（特別演出）
- 2005年：《魔女潛艦》（ローレライ）飾 高須成美
- 2006年：《海猿2—Limit of Love》（LIMIT OF LOVE 海猿） 飾 北尾勇
- 2007年：《天國也許可待》（天国は待ってくれる） 飾 新谷先生
- 2007年：《未來預想圖》（未来予想図 ～ア‧イ・シ・テ・ルのサイン～）飾 後藤大介
- 2007年：《夜鷹》（ミッドナイト イーグル）飾 宮田忠夫
- 2007年：《Little DJ～小小的愛情故事 》（Little DJ 小さな恋の物語）飾 高野正彦
- 2008年：《花影》（花影）飾 土門竜
- 2009年：《60歳的情書》（60歳のラブレター）飾 麻生圭一郎
- 2009年：《海風吹拂》（ジャイブ）飾 泊哲郎
- 2009年：《旅程出發》（旅立ち〜足寄より〜） 飾 西口祐介
- 2009年：《初恋 夏の記憶》 飾 穂波軍司
- 2010年：《完美的藍》（パーフェクト・ブルー）飾 諸岡三郎
- 2010年：《海猿3D：最終話》（THE LAST MESSAGE 海猿）飾 北尾勇
- 2011年：《岳冰峰救援》（岳ガク）飾 椎名恭三
- 2011年：《少女們的羅盤》（少女たちの羅針盤）飾 御蔵総一郎
- 2011年：《黎明破曉的街道》（夜明けの街で）飾 新谷
- 2013年：《天心》 飾 根本記者（友情演出）
- 2015年：《サムライ・ロック》 飾 柴田次郎
- 2016年：《HiGH&LOW 熱血街頭》（HiGH&LOW THE RED RAIN） 飾 上園龍臣
- 2019年：《信用詐欺師JP浪漫篇》（コンフィデンスマンJP -ロマンス編-）
- 2019年：《釣りバカ日誌〜新米社員 浜崎伝助〜瀬戸内海で大漁! 結婚式大パニック編》 飾 小林修三
- 2020年：《信用詐欺師JP公主篇》（コンフィデンスマンJP -プリンセス編-） 飾 城崎善三
- 2020年：《時の行路》 飾 五味洋介
- 2020年：《奇蹟的燒肉店》（フード・ラック!食運） 飾 新生英二
- 2020年：《死亡醫生的遺產》（ドクター・デスの遺産−BLACK FILE−）飾 麻生禮司
- 2021年：《龍與雀斑公主》（竜とそばかすの姫）飾 惠與知的父親（動畫電影配音）
- 2021年：《假面飯店：假面之夜》（マスカレード・ナイト） 飾 氏原祐作
- 2022年：《矢嶋楫子傳》（われ弱ければ 矢嶋楫子伝） 飾 矢嶋直方
- 2022年：《20歲的靈魂》（20歳のソウル） 飾 木村貴教

### 舞台劇
- 1994年7月、8月：がしんたれ
- 1997年1月、2月：恋忘れ草
- 2006年2月4日：ラブハンドル
- 2010年9月25日、2013年9月6至16日、2013年9月20至24日：今の私をカバンにつめて
- 2013年10月5日、2014年9月14日：万葉ファンタジスタ 大伴家持
- 2014年10月8至31日：ユーミン×帝劇 vol.2 あなたがいたから私がいた
- 2017年12月：音樂朗讀劇《Homunculus～ホムンクルス～》[18]
- 2022年：7本指のピアニスト～泥棒とのエピソード～

### 參與節目
廣播節目
- 1986年至1990年：ビヒダス・レディオ・ハイスクール（橫濱FM放送）
- 2018年：ラジオシアター〜文学の扉 ─ 水車小屋攻撃、アンジュリーヌ（TBS電台）

電視主持
- 1980年代末：ドーナツ6（TBS電視台）
- 1991年：君といつまでも（朝日電視台）
- 1998年至2000年：アルテミッシュNIGHT（東京電視台）

電視演出
- 1987年：わいわいスポーツ塾（回答者、TBS電視台）
- 1994年：リングの魂（朝日電視台）
- 1995年12月：4人のサンタクロース（富士電視台）
- 1996年：平成教育委員會（富士電視台）
- 1996年5月：・U造法廷（朝日電視台）
- 2002年12月：ショムニ傑作選スペシャル さらば・・・ショムニ（富士電視台）
- 2004年9月：石黒賢 灼熱のカンボジアを行く ～よみがえれ！クメールの誇りよ～（紀錄片、東京電視台）
- 2006年：小企鵝寶露露（ポンポンポロロ）（旁白、富士電視台）
- 2008年：溫布頓網球錦標賽（旁述、WOWOW）
- 2008年：TENNISスペシャル18歳･錦織圭 世界への扉（旁述、WOWOW）
- 2009年5月：錦織・クルム伊達・杉山 それぞれの世界挑戦（旁述、WOWOW）
- 2009年：ひるおび!（TBS電視台）
- 2009年：溫布頓網球錦標賽（旁述、WOWOW）
- 2010年：溫布頓網球錦標賽（旁述、WOWOW）
- 2011年：溫布頓網球錦標賽（旁述、WOWOW）
- 2012年至？：あなたがヒロイン!（敘事、LaLa TV）
- 2012年：溫布頓網球錦標賽（旁述、WOWOW）
- 2013年：溫布頓網球錦標賽（旁述、WOWOW）
- 2014年：溫布頓網球錦標賽（旁述、WOWOW）
- 2015年：溫布頓網球錦標賽（旁述、WOWOW）
- 2016年：溫布頓網球錦標賽（旁述、WOWOW）
- 2017年：溫布頓網球錦標賽（旁述、WOWOW）
- 2018年：溫布頓網球錦標賽（旁述、WOWOW）
- 2019年至2021年：獨家新聞!（富士電視台）

嘉賓
- 2015年：徹子の部屋（朝日電視台）[19]
- 2018年：おぎやはぎの愛車遍歷（BS日本）[20]
- 2020年：THE名門校！日本全国すごい学校名鑑（BS東視）
- 2021年：百田夏菜子とラジオドラマのせかい（嘉賓、日本放送）

## 廣告
- 1984年8月：江崎固力果 杏仁巧克力
- 1985年：江崎固力果　ハイスカッシュ 蘇打水
- 1987年：住友集團 VISA Debut卡
- 1988年：花王　Guard Hello 碎鹽
- 1990年：味之素　烏龍香茶
- 1991年6月：鹽野義製藥 止痛藥SEDES
- 1991年12月：賃貸住宅ニュース（CHINTAI）
- 1992年：コンビーフ缶詰振興会 粗鹽醃牛肉
- 1993年：Nikka Whisky　Gilbey's 琴通寧
- 1997年1月：蘋果公司
- 2002年4月：LINX Corporation

## 音樂作品
單曲
- 1985年：君にミステイク（作詞：莊野真代、作曲・編曲：小泉正美）
  - 合唱版：SE TSU NAI季節（作詞：莊野真代、作曲・編曲：小泉正美）
- 1987年：青くなれ（作詞：坂田和子、作曲：圓廣志、編曲：川村榮二，動畫《やるときゃやるぜ》主題歌）
  - 合唱版：聞けよロンリーハート（作詞：三浦徳子、作曲：岡本朗、編曲：若草惠）

專輯
- 1988年：ISHIGURO（JVC）

## 個人創作
以下均為石黑賢負責翻譯的「絵本 パパこれよんで!」系列繪本：
- 2005年：Scary もしこんなことになっちゃったら（Transworld Japan、ISBN 9784925112352）
- 2005年：ティップトップとワニ これはティップトップとむしばのワニのおはなし（Transworld Japan、ISBN 9784925112376）
- 2005年：ティップトップとゾウ これはティップトップとなきむしのゾウのおはなし（Transworld Japan、ISBN 9784925112369）
- 2006年：マルタとじてんしゃ（Transworld Japan、ISBN 9784925112826）
- 2006年：マルタとききゅう（Transworld Japan、ISBN 9784925112833）
- 2006年：マルタとたこ（Transworld Japan、ISBN 9784925112840）

## 外部連結
- 石黑賢的Instagram帳戶
- 石黑賢官網 （页面存档备份，存于）
- 石黑賢NHK人物錄 （页面存档备份，存于）